# Tchu Lung
Tchu Lung (čínsky pchin-jinem Tú Lóng, znaky 屠隆; 1542–1605), byl básník, kritik, dramatik, sběratel a znalec umění mingské Číny.

## Jméno
Tchu Lung používal zdvořilostní jména Čchang-čching (čínsky pchin-jinem Chángqīng, znaky tradiční 長卿) a Wej-čen (čínsky pchin-jinem Wěizhēn, znaky tradiční 緯真) a pseudonymy Čch’-šuej (čínsky pchin-jinem Chìshuǐ, znaky 赤水) a Chung-pao ťü-š’ (čínsky pchin-jinem Hóngbāo jūshì, znaky 鴻苞居士).

## Život a dílo
Tchu Lung pocházel z okresu Jin (moderní městský obvod Jin-čou) v provincii Če-ťiang. Studoval konfucianismus a skládal úřednické zkoušky, roku 1577 absolvoval i jejich nejvyšší stupeň, palácové zkoušky a získal titul ťin-š’. Sloužil státu jako okresní přednosta v Jing-šangu (潁上) a v Čching-pchu, poté byl tajemníkem (ču-š’, 主事) na ministerstvu obřadů.
Po odchodu ze státní služby se věnoval literárním studiím, kritice a sběratelství, obchodoval s knihami. Publikoval mnoho a na nejrůznější témata. Jako spisovatel je počítán mezi takzvaných „pět pozdějších mistrů“ (s Li Wej-čenem, Chu Jing-linem, Wej Jün-čungem a Čao Jung-sienem. Patřil k předním autorům krátkých esejů siao-pchin. Jeho nejcitovanějším dílem je Kchao-pchan jü-š’ (考槃餘事, 1606), soubor esejů vesměs sestavený z méně známých sbírek, především z Cun-šeng pa-ťien (遵生八笺, 1591) spisovatele a dramatika Kao Liena, ke kterému Tchu Lung napsal předmluvu. Práce pojednává o „pomůckách ke studiu“ (wen-fang čching-ťü, 文房清玩), a sice o kaligrafii, kopírování kaligrafií, obrazech, papíru, tuši, štětcích, kamenech na roztírání tuše, citerách, kadidlech, čaji, bonsajích a vázách a okrasných předmětech, předmětech tvaru nebo s vyobrazením ryb a jeřábů, pavilónech pro meditaci a/nebo přípravu čaje, o nábytku a oděvech, různých pomůckách včetně pečetí a nožů a nástrojích a pomůckách pro lov ryb, vyjížďkách na vodu (a lodích a člunech).